# یودا آبراموف
یودا آبرانوف (ترکی آذربایجانی: Yevda Sasunoviç Abramov) (زاده ۱۲ ژوئن ۱۹۴۸ - درگذشته ۶ دسامبر ۲۰۱۹) سیاستمدار، نماینده و معاون رئیس کمیته حقوق بشر مجلس ملی جمهوری آذربایجان بود. وی که یک کلیمی بود، به عنوان نماینده مردم یهودیان آذربایجان به مجلس ملی راه یافت.

## زندگی‌نامه
یودا آبراموف در ۱۲ ژوئن سال ۱۹۴۸، در «شهرک قرمز» شهرستان قوبا در آذربایجان شوروی زاده شد. آبراموف اصالتاً از یهودیان کوهن (خانواده یهودی در ایران) بود. پدرش پیشوا و راهنمای معنوی یهودیان آذربایجان بود. خاندان ۷۵۰ ساله او در طول تاریخ در شماخی، شهری واقع در قاصله ۲۵۰ کیلومتری شمال غربی باکو، سکونت داشتند، تا اینکه بسیاری از بازماندگان زمین‌لرزه مهیب در این شهر به تاریخ سال ۱۹۰۲، به قوبا منتقل شدند. پدر او در پی شروع جنگ جهانی دوم برای جنگ علیه نازی‌ها راهی جبهه شرقی شد.
یودا آبراموف دانش آموخته رشته تاریخ از دانشگاه تربیت مدرس جمهوری آذربایجان بود. او بر زبان‌های ترکی آذربایجانی، ترکی استانبولی، روسی و فارسی تسلط کامل داشت.
آبراموف تا سال ۱۹۷۱ در یکی از مدارس قوبا به عنوان آموزگار و نیز معاون مدیر فعالیت داشت. سپس تا سال ۱۹۸۷ تصدی کمیته اجرایی را به عهده گرفته و همچنین در مدرسه‌ای در «شهرک قرمز»، منطقه مسکونی یهودیان در قوبا، آموزگاری نمود. یودا آبراموف در سال ۲۰۰۰، به ریاست شهرداری «شهرک قرمز» رسید. از سال ۱۹۸۶ تا ۱۹۹۹، یعنی قبل از آنکه به عضویت حزب آذربایجان نوین درآید، نقش فعالی در سیاست‌های دولت در قوبا ایفا می‌نموده‌است.
یودا آبراموف در انتخابات ۵ نوامبر سال ۲۰۰۵، از حوزه انتخابیه شماره ۵۳ قوبا- قوسار رأی آورد و یک کرسی در مجلس ملی به خود اختصاص داد. او در کنار معاونت کمیته حقوق بشر، ریاست کارگروه روابط بین پارلمانی آذربایجان- اسرائیل و همچنین کارگروه روابط بین پارلمانی آذربایجان- آرژانتین، آذربایجان- کوبا و آذربایجان- روسیه را به عهده داشت. او اعتقاد داشت که باید گوشه‌ای مختص وقایع مارس، به دست ارامنه، در موزه هولوکاست ایجاد گردد.

## نشان
- نشان «شهرت» جمهوری آذربایجان (سال ۲۰۰۸)

## مرگ
یودا آبراموف پس از مدتی تحمل بیماری و بستری بودن در بیمارستان، ۶ دسامبر ۲۰۱۹ در سن ۷۱ سالگی درگذشت.